# Saulon-la-Chapelle
Saulon-la-Chapelle – miejscowość i gmina we Francji, w regionie Burgundia-Franche-Comté, w departamencie Côte-d’Or.
Według danych na rok 1990 gminę zamieszkiwało 810 osób, a gęstość zaludnienia wynosiła 81 osób/km² (wśród 2044 gmin Burgundii Saulon-la-Chapelle plasuje się na 288. miejscu pod względem liczby ludności, natomiast pod względem powierzchni na miejscu 933.).